# Protihrupna ograja
Protihrupna ograja je konstrukcija, ki ščiti naseljeno okolje pred prekomernim hrupom vozil iz smeri prometnice (ceste, železnice). Z njimi preprečimo onesnaževanje bivalnega okolja s hrupom.

## Zgodovina
Prva protihrupna zaščita se je pojavila v ZDA, ko se je sredi 20. stoletja pričela izgradnja avtocest in s tem povezane težave okoliškega prebivalstva. V Nemčiji je bil že leta 1972 sprejet zakon, ki je določal zmanjševanje vplivov onesnaženja s hrupom. V Sloveniji smo prvo zakonodajo dobili že sredi osemdesetih let, vendar prometne obremenitve takrat še niso bile tolikšne, da bi zahtevale zaščito pred hrupom. Prav tako ozaveščenost bližnjih prebivalcev še ni bila na takem nivoju, da bi to zaščito zahtevali. Prva obsežnejša zaščita z leseno protihrupno ograjo je bila izvedena ob južni ljubljanski obvoznici leta 1988.

## Nekateri izrazi
Aktivni ukrepi varstva pred hrupom (active noise protection measures, aktive Lärmschutz-massnahmen/Laermvorsorge) so ukrepi, namenjeni zmanjšanju emisije hrupa iz vira ali ukrepi za zamnjšanje širjenja hrupa v okolje.
Emisija hrupa (noise emmision, Lärmemmission) je zvočna moč, ki jo oddaja vir hrupa v okolje (učinek oddane energije v okolje).
Hrup (noise, Lärm) je vsak zvok, ki v naravnem in življenjskem okolju zbuja nemir, moti človeka in škodi njegovemu zdravju ali počutju ali škodljivo vpliva na okolje.
Imisija hrupa (noise immition, Lärmimmission) je raven hrupa na določenem kraju imisije v zunanjem okolju, ki je posledica učinkov enega ali več virov hrupa ter se izraža v decibelih dB(A).
Konstrukcija za zaščito pred hrupom cestnega prometa - konstrukcija ZPH - protihrupna ograja - je zgradba/sestav, ki preprečuje neposredni prenos hrupa cestnega prometa po zraku; sestoji iz nosilnih elementov konstrukcije in elementov protihrupne zaščite.
Mejna vrednost hrupa (limit value of level od noise, Lärmpegelgrenzwert) je vrednost ravni hrupa, določena za posamezno območje naravnega ali življenjskega okolja za dnevni in nočni čas glede na občutljivost območja za učinske hrupa.
Pasivni ukrepi varstva pred hrupom so ukrepi za zvočno zaščito na stavbah, namenjenih za bivanje in delo ljudi.

## Absorpcija zvoka
Protihrupne ograje so narejene iz materialov, ki absorbirajo za določeno lokacijo predpisano količino hrupa, lahko pa jo tudi odbijajo. Oblika protihrupne ograje se določi na osnovi izvedenih meritev hrupa in tudi matematičnega modeliranja širjenja hrupa. Običajno se uporablja kombinacijo različnih materialov in sestavnih delov (oblik). Ena od možnih kombinacij je protihrupni nasip, ki služi kot absorber in nadgradnja iz materiala, ki služi kot reflektor.

## Videz
Protihrupne ograje morajo biti oblikovane tako, da čim manj moteče vplivajo na videz okolice, pa kljub temu zagotavljajo zadostno zaščito pred hrupom.

## Učinkovitost protihrupnih ograj
Učinkovitost je odvisna od:
- višine protihrupne ograje
- akustične absorpcije
- oddaljenosti vira hrupa
- oddaljenosti poslušalca
- velikosti zvoka
- frekvenčnega spektra zvoka
- oblike in materiala

Pomembno je, da konstrukcije zagotavljajo zmanjšanje hrupa od cestnega prometa za najmanj 25 dB(A). Zvočno izolacijo v konstrukcijah je potrebno preveriti z meritvami.

## Tipi protihrupnih ograj
Za aktivno zmanjšanje prenosa hrupa med prometnico in okoljem se najpogosteje uporabljajo protihrupni nasipi, ograje in kombinacija obeh, redkeje pa pokriti vkopi. Izbira je odvisna predvsem od: okolja, v katerem poteka prometnica, vzdolžnega poteka (nivelete) prometnice in višine okolnega terena, vrste pozidave in predvidenih odbojev od objektov in načrtovane protihrupne zaščite. Protihrupne ograje so neprozorne ali prozorne. Neprozorne so cenejše in nudijo boljšo zaščito, vendar včasih premočno posegajo v okolje. Tudi na voznike vplivajo slabše, saj jim dajejo občutek utesnjenosti, lahko tudi dezorientacije.
V praksi se uporabljajo naslednji tipi protihrupne zaščite:

### Nasipi
Protihrupni nasipi so ena najstarejših oblik uporabe, ki pa se danes uporablja vse manj. Zgrajeni so iz zemljin in ojačenih (armiranih/podprtih) zemljin. Slednji se uporabljajo tam, kje je prostor za izgradnjo omejen. Za ojačitev se uporabljajo različno oblikovani elementi iz betona ali iz geotekstila in mrež. Nasipi zahtevajo veliko prostora za izgradnjo, problematično in drago je njihovo vzdrževanje. V kolikor imamo ob gradnji prometnice viške izkopanih materialov, je to morda ena od cenejših izbir. Učinek nasipov je manjši kot pri ograjah.

### Ograje
Ločimo protihrupne ograje, ki zvok absorbirajo in take ki ga odbijajo (reflektirajo). Poznamo kovinske, betonske, lesene, iz umetnih vlaken, kombinirane in druge.

#### Kovinske ograje
V Sloveniji so pogoste. Sprednja stran (stran, kjer je izvor hrupa) je običajno iz perforirane pločevine (aluminija, jekla ali pocinkane železne pločevine. Zadnja stran je iz neperforirane pločevine. Med obe plošči se običajno vgradijo plošče iz mineralne volne ali drugih ustreznih materialov. Uporabljeni materiali morajo biti korozijsko obstojni, vse površine iz kovin morajo biti zaščitene. So enostavne za vgradnjo, imajo dolgo življenjsko dobo, so varne pred požarom. Njihove slabosti pa sta podvrženost koroziji in težja prilagodljivost okolici v smislu estetskega oblikovanja.

#### Betonske ograje
V Sloveniji so zelo razširjene. Uporabljajo se tako odbijajoči kot absorbcijski materiali. Lahko so različno oblikovane in raznih barv. Lahko se namesti kot element med stebre, lahko pa je samostojna konstrukcija. So zelo obstojne, lahko se jih vklopi v okolje.

#### Lesene ograje
Konstrukcija je lahko v celoti lesena ali kombinacija z betonom ali jeklom. Lahko so izdelane iz panelov. Les mora biti kakovosten (zračno sušen les iglavcev) in dvojno globinsko zaščiten pred zunanjimi vplivi. Paneli so dvoslojni in napolnjeni z mineralnimi vlakni. Prednost je naravni videz, ki se vklaplja v okolje, pomanjkljivost pa so veliki stroški vzdrževanja in slaba protipožarna zaščita.

#### Ograje iz umetnih vlaken
Uporabljajo se različni elementi in materiali, ki so na hrupni strani perforirani, na zadnji strani prav tako iz umetne mase, napolnjeni z mineralno volno. So cenene, montaža je enostavna, so enostavne za vzdrževanje. Njihova pomanjkljivost je slaba protipožarna zaščita.
Transparentne (prozorne) ograje - akrilne, polikarbonatne - se vgrajuje predvsem na območjih, kjer bi sicer neprozorne zastirale pogled potnikom in voznikom. Zelo pogosto se uporabljajo na viaduktih, mostovih ali na nasipih, predvsem v bližini krajev kjer želimo poudariti razgled ali zmanjšati psihološki vpliv okolice na ograjo. Transparentna ograja prav tako na voznika manj neprijetno deluje kot bočna ovira.  Na splošno bolje vplivajo na počutje voznikov, saj dajejo občutek odprtega prostora. Da bi preprečili zaletavanje ptic, se nanje nalepi motiv ptice. Imajo pa transparentne ograje tudi pomanjkljivosti: lom svetlobe je lahko moteč za voznika, hitro se umažejo, proti so predvsem društva za zaščito  ptic.
- Transparentna protihrupna ograja na nadvozu
- Lesena protihrupna ograja
- Kombinacija protihrupnega nasipa in betonske nadgradnje
- Kombinirana protihrupna ograja pritjena na betonsko varnostno ograjo
- V protihrupni ograji mora biti tudi zasilni izhod
- Kovinska pobarvana protihrupna ograja
- Protihrupna ograja na železniškem nadvozu

### Kombinirane ograje
Kombinacijo nasipa in nadgradnje z drugim materialom se uporabi predvsem takrat, ko samo z nasipom ne moremo doseči potrebne višine. V primeru, da na primer zaradi prostorske stiske ni prostora za izvedbo nasipa z zahtevanimi položnimi nagibi brežin, se lahko izvedejo različne obloge: betonske iz elementov, ki jih lahko zasadimo, armirana zemljina, poraščen nasip (nasip je lahko armiran in zasajen z rastlinjem). Take naprave se lepo vklopijo v okolje, so pa zelo zahtevne za vzdrževanje (potrebno jih je namakati, vrtnarska dela,...).

## Pokriti vkopi
S pokritimi vkopi (tudi z galerijami) dosežemo največjo zaščito proti hrupu. Za tako zaščito se odločimo predvsem takrat, kadar ima taka konstrukcija tudi druge funkcije (možnost prehajanja živali preko prometnice, služi kot deviacija za drugo prometnico, zaščita pred plazovi in podobno). Gre za drage objekte že pri gradnji kot tudi pri vzdrževanju.

## Zasaditve
Za zasaditev se uporabljajo različne drevesne vrste in grmovnice. Redkeje je to samostojen element protihrupne zaščite, pogosteje se uporablja v kombinaciji z drugimi elementi. Vegetacija ni zelo učinkovita zaščita proti hrupu, ima pa ugoden psihološki učinek. Približno 25 m širok pas omili hrup le za od 3 do 5 dB(A).

## Pasivna protihrupna zaščita stavb
V to skupino sodijo posegi izvedeni na objektu (zgradbi), s katerimi se doseže njegova boljša zvočna izolacija. Predvsem starejše stavbe imajo slabo zvočno izolacijo. Širjenje hrupa iz zunanjega okolja v notranjost zgradb je posledica slabih materialov in lahkih gradbenih konstrukcij, ki so z nizko ceno prodrle na gradbišča v sedemdesetih letih dvajsetega stoletja. Z vgradnjo ustreznih izolacijskih materialov za izboljšanje protihrupne lastnosti fasad objektov ter vgradnjo večslojnih protihrupnih oken in vrat je mogoče raven hrupa zmanjšati za približno 30 dB(A).

## Drugi ukrepi aktivne zaščite pred hrupom
Poleg konstrukcij, se za zaščito zgradb in okolja pred hrupom od prometa uporabljajo še drugi ukrepi kot na primer:
- gradnja vozišč s tako imenovanimi tihimi asfalti
- z izpopolnjevanjem motorjev pri motornih vozilih
- z vozili na alternativne vire energije (elektrika, sončne celice,...)